# Vuelo 3804 de TAM Linhas Aéreas
El vuelo 3804 de TAM Linhas Aéreas fue un vuelo regular de pasajeros que realizó un aterrizaje de emergencia en una granja en Birigui el 30 de agosto de 2002, después de sufrir una falta de combustible. Los 29 pasajeros a bordo sobrevivieron y sólo cuatro sufrieron heridas leves. La aeronave involucrada, un Fokker 100, operaba un vuelo regular de TAM Linhas Aéreas desde el Aeropuerto de Guarulhos, São Paulo, a Campo Grande. El informe preliminar encontró que hubo una falla en una tubería metálica entre las bombas de combustible de baja y alta presión, la cual había sido mal diseñada (contacto continuo entre piezas con diferentes metales, acero y aluminio, provocando un rápido deterioro, acelerado por la formación de alúmina/óxido de aluminio).

## Accidente
El vuelo salió de São Paulo a las 09:48 con destino a Campo Grande. A la altitud de crucero, la tripulación observó advertencias de "filtro de combustible " y "baja presión de combustible" para el motor número 2. Tomaron medidas, pero poco después se produjo una situación de desequilibrio de combustible. La aeronave estaba perdiendo combustible rápidamente, por lo que la tripulación decidió aterrizar en el Aeropuerto de Araçatuba, sin embargo, ambos motores se detuvieron debido al agotamiento total del combustible cuando la aeronave aún estaba a 16 millas del aeropuerto. La tripulación realizó un aterrizaje de emergencia en una granja. Una vaca fue atropellada y el avión sufrió daños importantes. Los 29 pasajeros y tripulantes sobrevivieron, sólo 4 sufrieron heridas leves.

## Investigación
La investigación fue realizada por la División de Investigación y Prevención de Accidentes Aeronáuticos (Dipaa) del Departamento de Aviación Civil (DAC) y los ingenieros de TAM concluyeron que el Fokker 100 que realizó el aterrizaje forzoso en Birigui tenía una falla mecánica en uno de los tubos de alimentación de combustible del motor derecho.
Según el informe de Dipaa, no hubo ningún error humano en el mantenimiento del componente, ya que "todos los tornillos de fijación se encontraron correctamente posicionados y con el torque adecuado". El Fokker 100 perdió todo su combustible menos de dos horas después del despegue. TAM emitió un comunicado diciendo que el Fokker 100 fue reabastecido correctamente.